# جيل سكوت (لاعبة كرة قدم)
جيل سكوت (بالإنجليزية: Jill Scott)‏ (و. 1987  م) هي لاعبة كرة قدم، من المملكة المتحدة، ولدت في سندرلاند، شاركت في ألعاب أولمبية صيفية 2012، تلعب كلاعبة وسط.

## التعليم
تعلمت في جامعة لوفبرا.

## روابط خارجية
- جيل سكوت على موقع الاتحاد الدولي (مؤرشف)  (الإنجليزية)
- جيل سكوت على موقع الاتحاد الأوربي (الإنجليزية)
- جيل سكوت على موقع قاعدة بيانات كرة القدم.إي يو (الإنجليزية)
- جيل سكوت على موقع Soccerway.com (الإنجليزية)
- جيل سكوت على موقع اللجنة الأولمبية الدولية (الإنجليزية)
- جيل سكوت على موقع أوليمبيديا (الإنجليزية)
- جيل سكوت على موقع اللجنة الأولمبية البريطانية (الإنجليزية)